# Trio pour violon, violoncelle et piano no 2 de Bridge
Pour les articles homonymes, voir Trio pour violon, violoncelle et piano.
Le Trio pour piano, violon et violoncelle no 2 H.178 est une composition de musique de chambre de Frank Bridge composée en 1928-1929. L'ouvrage, qui est en quatre mouvements réunis en deux parties, s'est hissé dans ce répertoire au rang des plus importants du XXe siècle avec le trio de Maurice Ravel.

## Structure
1. Allegretto ben moderato
2. Scherzo: Molto allegro
3. Andante molto moderato
4. Allegro ma non troppo

- Durée d'exécution: trente trois minutes.